# Pizamar
Pizamar je zapadnoslavenski bog koji se navodi u sagi Knýtlinga saga u Asandu.